# Copa Intercontinental de 1970
A 11.ª edição da Copa Intercontinental ocorreu em 1970. Foi disputada em duas partidas entre o campeão europeu e o sul-americano.
Em 27 de outubro de 2017, após uma reunião realizada na Índia, o Conselho da FIFA reconheceu os vencedores da Copa Intercontinental como campeões mundiais.

## História
O Feyenoord foi o primeiro clube holandês a participar da Copa Intercontinental e vencer a Liga dos Campeões da UEFA e não era apresentado como o favorito. Essa expectativa foi imposta ao Estudiantes, que acabaria de conquistar o tricampeonato na Libertadores da América, juntamente com seu terceiro título.
O clube holandês vinha com uma vitória árdua sobre o escocês Celtic. Já o argentino conseguiu o título, vencendo o uruguaio Peñarol por 2–0 e empatando em 0–0 no segundo jogo.
Naquele ano, o Feyenoord disputaria a Copa Intercontinental contra os temidos e selvagens argentinos do Estudiantes. A equipe de La Plata havia chocado o mundo em 1969 ao tirar sangue, literalmente, do Milan na decisão do torneio daquele ano após partidas extremamente ríspidas e cheias de jogadas violentas. Os argentinos foram derrotados e queriam recuperar o título que eles haviam conquistado apenas em 1968, contra o Manchester United.

### A decisão
No primeiro jogo, na La Bombonera, o Feyenoord sentiu a pressão inimiga e levou dois gols em apenas 12 minutos (marcados por Echecopar e Verón). Ainda no primeiro tempo, Van Hanegem diminuiu para os holandeses e Kindvall, herói da conquista continental, empatou no segundo tempo. O resultado foi comemorado como uma vitória pela equipe europeia, que só precisaria de uma vitória simples em Roterdã para ficar com a taça.
No dia 9 de setembro, o estádio De Kuip, em Roterdã, estava tomado por mais de 60 mil pessoas para a grande final. A partida seria complicadíssima para os holandeses, afinal, os argentinos não queriam desperdiçar a chance de ser bicampeões depois de uma viagem tão longa até a Holanda. O jogo, claro, foi tenso, mas o Feyenoord conseguiu sua glória com um gol do zagueiro Joop van Daele, que chutou forte, rasteiro e de fora da área, aos 18´do segundo tempo. O estádio inteiro explodiu em alegria, bem como os irados nervos dos argentinos. O Feyenoord era campeão intercontinental.
Sobre este gol de Joop van Daele, uma curiosidade: o zagueiro era míope, e por isso atuava usando óculos. Após marcar o gol, os argentinos saíram em disparada em direção ao árbitro peruano Alberto Tejada Burga e alegaram que o gol tinha de ser anulado porque o uso de óculos dentro de campo era ilegal. O gol, porém, foi validado. Revoltados, os argentinos arrancaram o óculos do rosto de van Daele, quebrando-o. Assim, o defensor teve de jogar o restante da partida com a visão seriamente debilitada. Esse episódio virou canção: Toon Hermans escreveu a letra, que foi gravada pelo ator Luc Lutz depois que van Daele se recusou a cantá-la.

## Participantes
| Confederação | Equipe      | Classificação                                           | Participação |
| ------------ | ----------- | ------------------------------------------------------- | ------------ |
| CONMEBOL     | Estudiantes | Campeão da Copa Libertadores da América de 1970         | 3ª           |
| UEFA         | Feyenoord   | Campeão da Taça dos Clubes Campeões Europeus de 1969–70 | 1ª           |

## Chaveamento
|  | A Classificação[NOTA] | A Classificação[NOTA] | A Classificação[NOTA] | A Classificação[NOTA] |   |           | Copa Intercontinental | Copa Intercontinental | Copa Intercontinental | Copa Intercontinental |
|  |                       |                       |                       |                       |   |           |                       |                       |                       |                       |
|  | Feyenoord             | 2                     | –                     | –                     |   |           |                       |                       |                       |                       |
|  | Celtic                | 1                     | –                     | –                     |   |           |                       |                       |                       |                       |
|  | Celtic                | 1                     | –                     | –                     |   | Feyenoord | 2                     | 1                     | –                     |                       |
|  |                       |                       |                       |                       |   | Feyenoord | 2                     | 1                     | –                     |                       |
|  |                       | Estudiantes           | 2                     | 0                     | – |           |                       |                       |                       |                       |
|  | Estudiantes           | Estudiantes           | 2                     | 0                     | – | 1         | 0                     | –                     |                       |                       |
|  | Estudiantes           |                       |                       |                       |   | 1         | 0                     | –                     |                       |                       |
|  | Peñarol               | 0                     | 0                     | –                     |   |           |                       |                       |                       |                       |

Notas
- NOTA^  Essas partidas não foram realizadas pela Copa Intercontinental. Ambas as partidas foram realizadas pelas finais da Liga dos Campeões da Europa e Copa Libertadores da América daquele ano.

## Finais
1° jogo
| 26 de agosto de 1970 | Estudiantes de La Plata  | 2 – 2 | Feyenoord                      | La Bombonera, Buenos Aires (Argentina)    |
|                      | Echecopar 6' · Verón 12' |       | Van Hanegem 21' · Kindvall 67' | Público: ≈51,000 Árbitro: Rudolf Glöckner |

|  | Estudiantes de La Plata | Feyenoord |

| ESTUDIANTES DE LA PLATA: |  |               |  |    |
|                          |  |               |  |    |
| G                        |  | Errea         |  |    |
| LD                       |  | Pagnanini     |  |    |
| Z                        |  | Spadaro       |  |    |
| Z                        |  | Malbernat (C) |  |    |
| LE                       |  | Togneri       |  |    |
| M                        |  | Pachamé       |  |    |
| M                        |  | Bilardo       |  | a' |
| A                        |  | Echecopar     |  | b' |
| A                        |  | Conigliaro    |  |    |
| A                        |  | Flores        |  |    |
| A                        |  | Verón         |  |    |
| Substituição:            |  |               |  |    |
| M                        |  | Solari        |  | a' |
| A                        |  | Rudzki        |  | b' |
| Treinador:               |  |               |  |    |
| Osvaldo Zubeldía         |  |               |  |    |

| FEYENOORD:    |  |                |  |                 |
|               |  |                |  |                 |
| G             |  | Treijtel       |  |                 |
| LD            |  | Romeijn        |  |                 |
| Z             |  | Israël (C)     |  |                 |
| Z             |  | Laseroms       |  |                 |
| LE            |  | Van Duivenbode |  |                 |
| M             |  | Hasil          |  |                 |
| M             |  | Jansen         |  |                 |
| A             |  | Van Hanegem    |  | Substituído     |
| A             |  | Wery           |  |                 |
| A             |  | Kindvall       |  |                 |
| A             |  | Moulijn        |  |                 |
| Substituição: |  |                |  |                 |
| Z             |  | Boskamp        |  | Entrou em campo |
| Treinador:    |  |                |  |                 |
| Ernst Happel  |  |                |  |                 |

2° jogo
| 9 de setembro de 1970 | Feyenoord     | 1 – 0 | Estudiantes de La Plata | De Kuip, Roterdã (Países Baixos)         |
| 20:30 h (UTC+1)       | Van Daele 65' |       |                         | Público: ≈60,000 Árbitro: Alberto Tejada |

|  | Feyenoord | Estudiantes de La Plata |

| FEYENOORD:    |  |                |  |    |
|               |  |                |  |    |
| G             |  | Treijtel       |  |    |
| LD            |  | Romeijn        |  |    |
| Z             |  | Israël (C)     |  |    |
| Z             |  | Laseroms       |  |    |
| LE            |  | Van Duivenbode |  |    |
| M             |  | Hasil          |  | a' |
| M             |  | Jansen         |  |    |
| A             |  | Van Hanegem    |  |    |
| A             |  | Wery           |  |    |
| A             |  | Kindvall       |  |    |
| A             |  | Moulijn        |  | b' |
| Substituição: |  |                |  |    |
| Z             |  | Boskamp        |  | a' |
| Z             |  | Van Daele      |  | b' |
| Treinador:    |  |                |  |    |
| Ernst Happel  |  |                |  |    |

| ESTUDIANTES DE LA PLATA: |  |               |  |    |
|                          |  |               |  |    |
| G                        |  | Pezzano       |  |    |
| LD                       |  | Medina        |  |    |
| Z                        |  | Spadaro       |  |    |
| Z                        |  | Malbernat (C) |  |    |
| LE                       |  | Togneri       |  |    |
| M                        |  | Pachamé       |  |    |
| M                        |  | Bilardo       |  |    |
| A                        |  | Romero        |  | a' |
| A                        |  | Conigliaro    |  | b' |
| A                        |  | Flores        |  |    |
| A                        |  | Verón         |  |    |
| Substituição:            |  |               |  |    |
| LD                       |  | Pagnanini     |  | a' |
| A                        |  | Rudzki        |  | b' |
| Treinador:               |  |               |  |    |
| Osvaldo Zubeldía         |  |               |  |    |

| Copa Intercontinental de 1970 |
| ----------------------------- |
| Feyenoord Campeão (1º título) |